# Grand Prix moto de Teruel
 (juin 2020).
Si vous disposez d'ouvrages ou d'articles de référence ou si vous connaissez des sites web de qualité traitant du thème abordé ici, merci de compléter l'article en donnant les références utiles à sa vérifiabilité et en les liant à la section « Notes et références ».
Le Grand Prix moto de Teruel est une épreuve de vitesse moto qui fait partie du Championnat du monde de vitesse moto en 2020.
La compétition a lieu sur le Circuit Motorland Aragon.

## Vainqueurs
| Saison | Circuit          | Moto3               | Moto2             | MotoGP                     | Rapport   |
| ------ | ---------------- | ------------------- | ----------------- | -------------------------- | --------- |
| 2020   | Motorland Aragon | Jaume Masiá (Honda) | Sam Lowes (Kalex) | Franco Morbidelli (Yamaha) | Résultats |